# Joonas Järvinen
Joonas Järvinen (ur. 5 stycznia 1989 w Turku) – fiński hokeista, reprezentant Finlandii.

## Kariera
- TPS U16 (2003-2005)
- TPS U18 (2004-2006)
- TPS U20 (2006-2009)
  -  Suomi U20 (2007-2009)
- TPS (2007-2011)
- Pelicans (2011-2012)
- Milwaukee Admirals (2012-2014)
- HK Soczi (2014-2015)
- HIFK (2015-2016)
- Kunlun Red Star (2016-2019)
- HIFK (2019-2020)
- Jokerit (2020)
- Ässät (2020-2021)
- Düsseldorfer EG (2021-)

Wychowanek i długoletni zawodnik klubu TPS. Po zakończeniu sezonu SM-liiga (2011/2012) uczestniczył w turnieju mistrzostw świata w 2012, a następnie podpisał dwuletni kontrakt z klubem NHL, Nashville Predators. W zespole nie rozegrał ani jednego meczu i we wrześniu władze klubu przekazały go do drużyny Milwaukee Admirals w lidze AHL, gdzie grał od sezonu 2012/2013. Od czerwca 2014 zawodnik HK Soczi. Od maja 2015 zawodnik HIFK. W czerwcu 2015 prawa zawodnicze Järvinena nabył inny klub fiński Jokerit. We wrześniu 2016 został zawodnikiem chińskiego zespołu w KHL, z którym w maju 2017 przedłużył kontrakt o rok. W październiku 2019 przeszedł ponownie do HIFK. W listopadzie 2020 związał się kontraktem próbnym z Jokeritem. W grudniu 2020 przeszedł do Porin Ässät. Od września 2021 zawodnik niemieckiego Düsseldorfer EG.
W barwach juniorskich Finlandii uczestniczył w turniejach mistrzostw świata juniorów do lat 17 edycji 2006, mistrzostw świata juniorów do lat 18 edycji 2007 oraz mistrzostw świata juniorów do lat 20 edycji 2008, 2009. W barwach kadry seniorskich uczestniczył w turniejach mistrzostw świata edycji 2012, 2017.

## Sukcesy
Klubowe
- Srebrny medal Jr. B SM-sarja: 2007 z TPS U18
- Srebrny medal Jr. A SM-liiga: 2009 z TPS U20
- Złoty medal mistrzostw Finlandii: 2010 z TPS
- Srebrny medal mistrzostw Finlandii: 2012 z Pelicans, 2016 z HIFK

Indywidualne
- Mistrzostwa świata do lat 18 w hokeju na lodzie mężczyzn 2007/Elita:
  - Jeden z trzech najlepszych zawodników reprezentacji na turnieju[11]
- SM-liiga (2011/2012):
  - Drugie miejsce w klasyfikacji +/− w sezonie zasadniczym: +28[12]